# Plaine du Bas-Chelif
La plaine du Bas-Chelif  est une plaine agricole d'Algérie située à cheval entre les wilaya de Relizane et de Chlef au Nord-Ouest du pays.

## Toponymie
Le nom de la plaine vient de l'oued Chelif.

## Géographie
La plaine du Bas-Chelif est située dans le bassin de l'Oued Chelif dont elle constitue la partie ouest de la vallée et du bassin versant du Chelif-Zahrez.
Elle est séparée au nord-est de la Plaine du Moyen-Chelif (Plaine d'El Abadlia) par le bombement d'Ouled Abbes et circonscrite au nord et nord-est par le massif du Dahra, au sud et au sud ouest par les contreforts de l'Ouarsenis.
À son exterminé sud-ouest elle est reliée à la plaine de la Mina. La partie ouest de la Plaine du Bas-Chelif fait partie du bassin versant de la Mina.
La plaine du Bas-Chelif couvre 16 communes de la wilaya de Relizane et celle de Chlef pour une superficie approximative de 650 km2. Les communes concernées sont : Sidi Khettab, El Hamadna, Ouled Sidi Mihoub, Hamri, Djidiouia, Oued Rhiou, Ouarizane, Merdja Sidi Abed, Sobha, Boukadir, Oued Sly, Chettia, Ouled Fares, Chlef, Oum Drou, Labiodh Medjadja.